# José Hernández
José Hernández (født 10. november 1834, død 21. oktober 1886) var en argentinsk forfatter, politiker og journalist. Med sit episke digt Martín Fierro om gauchoen Martín Fierro blev han en af de første latinamerikanske forfattere, der opnåede international berømmelse.